# Maria Francisca de Orléans-Bragança

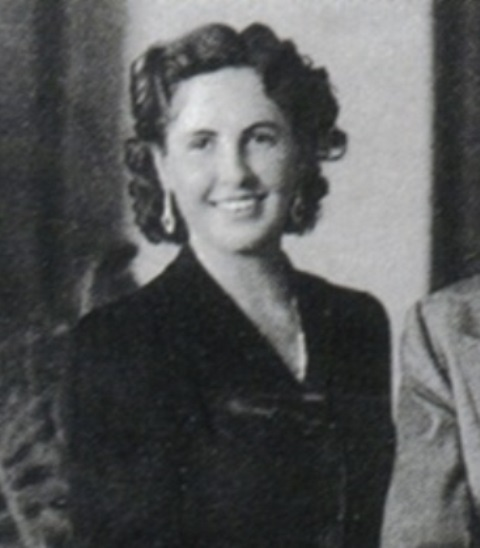
Maria Francisca de Orléans-Bragança

Maria Francisca de Orléans-Bragança (8 septembrie 1914 – 15 ianuarie 1968), a fost o prințesă braziliană care s-a căsătorit cu Duarte Nuno de Bragança, pretendent la tronul Portugaliei. Membră a Casei de Orléans-Bragança prin naștere, căsătoria ei cu Ducele de Bragança a reunit cele două ramuri ale Casei de Bragança, ramurile braziliene și portugheze, care erau separate din 1826. Ducele și Ducesa au avut trei fii, dintre care, cel mai mare este actualul pretendent la tronul Portugaliei.

## Biografie
Maria Francisca Amélia Luísa Vitória Teresa Isabel Miguela Gabriela Rafaela Gonzaga s-a născut la Château d'Eu din Eu, Franța, ca al treilea copil și a doua fiică a lui Pedro de Alcântara, Prinț de Grão Para (1875–1940) și a contesei Elisabeta Dobržensky de Dobrženicz (1875–1951). Tatăl ei a renunțat la drepturile dinastice pentru a se căsători cu mama ei, care în ciuda trecutului ei nobil, nu a aparținut nici unei case regale.
Maria Francisca a murit la Lisabona la vârsta de 53 de ani și a fost înmormântată la mănăstirea Chagas de Cristo.

### Căsătorie și copii
Maria Francisca s-a căsătorit cu Duarte Nuno de Bragança (1907–1976), fiul lui Miguel Januário de Bragança și a celei de-a doua soții, Prințesa Maria Theresa de Löwenstein-Wertheim-Rosenberg, la 15 octombrie 1942 în catedrala din Petropolis, în Brazilia.  Căsătoria a fost deosebit de populară, deoarece Maria Francisca era strănepoata regelui Pedro al II-lea al Braziliei, fratele mai mic al reginei Maria a II-a. Astfel, căsătoria a unit cele două linii rivale ale familiei regale portugheze. Maria Francisca și familia ei erau văzuți ca reprezentanți ai unei monarhii liberale, spre deosebire de conservatorismul tradițional al familiei lui Duarte Nuno.
Duarte Nuno și Maria Francisca au avut trei fii:
- Duarte Pio de Bragança (n. 1945).
- Miguel Rafael de Bragança (n. 1946)
- Henrique Nuno de Bragança (1949-2017).